# Анри Жерве
Анри Жерве (на френски: Henri Gervex) е френски художник на реализма. 

## Биография
Анри Жерве е роден на 10 декември 1852 година в Париж. Учи живопис при Йожен Фромантен, Александър Кабанел и Пиер Николас Брисет и дебютира в салона на Академията през 1873 г. с картината си Спящата хубавица след баня. Става известен с картините си на митологични теми, изпълнени в духа на френския идеализъм, като „Сатир, играещ с вакханка“ и „Диана и Ендимион“. По-късно започва да рисува сцени от парижкия живот.

## Галерия
- Рола (1878)
- След бала (около 1879)
- Заседание на журито по живопис на Парижкия салон (1885)
- Преди операцията (1887)
- Тържествена вечер в павилиона Арменонвил (1905)